# Танцуй со мной на улице
«Танцуй со мной на улице» — канадский кинофильм 1994 года. Снят режиссёром Брюсом МакДональдом по одноимённому сборнику рассказов У. П. Кинселлы. В основу сценария легли 2 рассказа — «Иллианна едет домой» и «Потанцуй со мной на улице».

## Сюжет
Танцуй со мной — драма о жизни современных канадских индейцев. Главный герой, от лица которого ведётся рассказ, — восемнадцатилетний Сайлас Кроу. Значительную часть экранного времени занимает повествование о жизни Сайласа, его родных, друзьях, девушке. Их жизнь полна несправедливости и безысходности, бедность — их постоянный спутник. Убита девушка-индианка из резервации Сэйди Мэрэкл; белый подонок Кларанс Гаскилл получил за это всего два года тюрьмы, но среди индейцев найдутся те, кто готов отомстить.

## В ролях
- Райан Раджендра Блэк — Сайлас Кроу
- Адам Бич — Фрэнк Фенспост
- Дженнифер Подемски[1] — Сэйди Мэрэкл
- Майкл Грейайс — Гуч
- Лиза Лакруа — Иллианна
- Кевин Хинкс — Роберт МакВи
- Роуз Мари Трюдо — Ма Кроу
- Глория Мэй Эшкибок — безумная Этта
- Селим Бегущий Медведь Сандовал — Роберт Койот
- Сандрин Холт — Поппи
- Тамара Подемски[1] — маленькая Маргарет
- Херби Барнс — Джозеф
- Хью Диллон — Клэранс Гаскилл
- Винс Манитоваби — Хоберт Тандер
- Роберт Фрэнк Пегамагабо — Вендел
- Джоэл Кинг — Пит
- Лесли Джо Табобонданг — Клифтон
- Намир Хан — бармен